# Hedgpethius interstitialis
Hedgpethius interstitialis är en havsspindelart som beskrevs av Stock, J.H. 1989. Hedgpethius interstitialis ingår i släktet Hedgpethius och familjen Ammotheidae. Inga underarter finns listade i Catalogue of Life.